# 寺中作雄
 寺中 作雄 （てらなか さくお、1909年11月6日 - 1994年10月21日）は、日本の文部官僚。
公民館創設の功労者であり、社会教育法制定に中心的役割を果たした、戦後社会教育の創始者である。

## 来歴
兵庫県神戸市出身。第六高等学校 (旧制)を経て、1937年東京帝国大学法学部卒。内務省に入り、島根県、富山県などで地方自治の実態にふれる。1938年応召。復員後の1944年総務局動員企画課課長補佐、同課長等を経て、戦後は文部省で、公民教育課長、社会教育課長、社会教育局長を歴任。退省後、外務省駐仏日本大使官参事官、国立競技場理事長、国立劇場理事長、実務技能検定協会会長等歴任。1994年10月21日逝去（84歳）。
1980年（昭和55年）、勲三等旭日中綬章を受賞した。

## 著書
- 『公民館の建設』公民館協会 1946年[4]
- 『社会教育法解説』社会教育図書 1949年[5]
- 『政治思想のはなし』大地書房 1949年[3]
- 『パリ物語―その歴史の主役たち』東京美術 1967年[3]
- 『社会教育法解説　公民館の建設』国土社 1995年